# Lakshmipur (zila)
Lakshmipur (en bengalí: লক্ষীপুর) es un zila o distrito de Bangladés que forma parte de la división de Chittagong.
Comprende 5 upazilas en una superficie territorial de 1552 km² : Lakshmipur, Raipur, Ramganj, Ramgati y Komol Nagar.
La capital es la ciudad de Lakshmipur.

## Upazilas con población en marzo de 2011[2]
- Kamalnagar 222,915
- Lakshmipur Sadar 684,425
- Raipur 275,160
- Ramganj 285,686
- Ramgati 261,002

## Demografía
Según estimación 2010 contaba con una población total de 1704515 habitantes.